# Joanna Grymek
Joanna Leokadia Grymek (ur. 24 lipca 1996 w Krakowie) – polska koszykarka, występująca na pozycji środkowej, obecnie zawodniczka GTK Gdynia.
W 2012 wzięła udział w mistrzostwach Polski kaderek. W latach 2012–2014 wystąpiła w mistrzostwach Polski juniorek.

## Osiągnięcia
Stan na 8 marca 2021, na podstawie, o ile nie zaznaczono inaczej.

### NJCAA
- Uczestniczka rozgrywek Elite 8 turnieju NJCAA (2017)
- Zaliczona do:
  - I składu:
    - NJCAA All-American (2017)
    - konferencji All-Jayhawk (2016, 2017)
    - turnieju:
      - NJCAA (2017)
      - regionu VI (2016)

    - regionu (2017)

  - II składu regionu (2016)
  - składu Athletic Director’s Honor Roll (2016, 2017)

### NCAA
- Uczestniczka rozgrywek:
  - Elite 8 turnieju NCAA (2018)
  - Sweet 16 turnieju NCAA (2018, 2019)

### Drużynowe
- Mistrzyni Polski (2020)

### Reprezentacja
- Mistrzyni Europy U–18 dywizji B (2013)
- Uczestniczka:
  - igrzysk frankofońskich (2013)
  - mistrzostw Europy:
    - U–20 (2015 – 7. miejsce, 2016 – 8. miejsce)
    - U–18 (2014 – 12. miejsce)
    - U–16 dywizji B (2012 – 5. miejsce)